# De Twentsche Kunstkring
De Twentsche Kunstkring was een Twents kunstenaarscollectief dat in 1934 in Enschede werd opgericht. 

## Geschiedenis
Vanaf 1918 kwam de kunstschilder/tekenonderwijzer Bert Henri Bolink met een aantal van zijn leerlingen en liefhebbers in een lokaal van de HBS te Enschede bij elkaar om te tekenen naar model. Deze groep werd bekend onder de naam Tekenclub of Kunstclub. De Tekenclub bestond uit een mix van verschillende rangen en standen, fabrikantenvrouwen, onderwijzers, middenstanders en een boerenzoon. Ongebruikelijk in de standenmaatschappij van die tijd in Enschede. De Tekenclub organiseerde enkele tentoonstellingen van eigen werk in de Groote Sociëteit. 
De Tekenclub had echter geen enkele status in Twente. Wel stond ze aan de wieg van De Twentsche Kunstkring (1934). De aanleiding voor de oprichting was gelegen in het feit dat Enschedese kunstenaars voor het eerst een expositie mochten inrichten in het nieuwe Rijksmuseum Twenthe. In totaal telde de tentoonstelling 32 kunstenaars afkomstig uit heel Twente. Een deel daarvan leden van de Tekenclub. In de jaren dertig had de Kunstkring een aantal tentoonstellingen, onder andere in Enschede, Almelo, Goor en Hengelo.
In Twente was de Kunstkring een begrip, ze was echter niet in staat jonge kunstenaars aan zich te binden; jongeren vonden de Kunstkring een ‘behoudzuchtige en dictatoriaal geregeerde club’ zoals Riemko Holtrop (een Hengeloos kunstenaar) dat jaren later formuleerde.
In de oorlogsjaren veranderde het klimaat op velerlei terreinen. In het buitengebied rondom Markelo kwamen een aantal onderduikers met artistieke aspiraties rondom de familie Haanstra bij elkaar. Al spoedig ontstond het plan een groep op te richten, een groep ‘modernen’. Onder leiding van Folkert Haanstra sr. werd tijdens een vergadering in zijn atelier aan de Iependijk in Goor op 12 december 1945 De Nieuwe Groep opgericht. De Nieuwe Groep speelde een rol in de doorbraak van de moderne kunst in Twente.
Na de oorlog organiseerde de Kunstkring pas in 1947 voor het eerst weer een expositie, deze keer van Overijsselse kunstschilders. De oudgedienden werden daarbij aangevuld met leden van de Nieuwe Groep en enkele jongeren zoals Janny Brugman-de Vries en haar echtgenoot Berry Brugman. De nadruk verschoof van lokaal naar meer regionaal en provinciaal. 
De leden van de Tekenclub en de Twentsche Kunstkring waren liefhebbers die met hun meestal figuratieve werk in de stijl van de Haagse School een beeld schetsten van Twente met zijn sterke plattelandscultuur en textielindustrie van die tijd. Ze waren kunstenaars met hart en ziel en schilderden vaak gezamenlijk, naar model, in de natuur of elkaar. Zo ontstond een romantisch maar historisch juist beeld van Twente in de eerste helft van de 20ste eeuw. De stadse werkelijkheid van fabrieken en arbeiders kwam minder aan bod.

## Leden van De Twentsche Kunstkring
Enkele bekende leden van de Kunstkring waren: 
- Bert Henri Bolink (1876-1950),
- Kees Broerse (1900-1972),
- Gerard C. Krol (1882-1950),
- Jan Broeze (1896-1983),
- Evert Rabbers (1875-1967),
- Pieter Arie Nijgh (1876-1959),
- Ina Scholten-van Heek (1868-1944),
- Riem Visser,
- Willem de Wijs (1884-1964).

Vanaf 1934 droegen de leden van de Twentsche Kunstkring bij aan de ontwikkeling van het kunstklimaat in Enschede. In 1954 vierde de Kunstkring het 20-jarig bestaan. Ze bleef daarna nog een aantal jaren actief, maar verdween in de loop van de jaren ‘60 uit beeld. 
Van 18 oktober 2013 tot en met 5 januari 2014 was in Museum TwentseWelle een overzichtstentoonstelling te zien van enkele leden De Twentsche Kunstkring. 